# Dörte Helm
Dorothea Helm, dite Dörte Helm, connue également sous le nom de Dörte Helm-Heise, née le 3 décembre 1898 à Berlin-Wilmersdorf, et décédée le 24 février 1941 à Hambourg était une artiste, peintre, graphiste et tisserande allemande du Bauhaus.

## Biographie
Dörte Helm était une fille du philologue classique Rudolf Helm (1872-1966) et de son épouse juive, Alice Caroline Bauer (1873-1947). Après avoir terminé ses études à la Städtische Mädchenschule de Berlin-Steglitz, la famille déménagea pour suivre son père à Rostock en 1910, où il était professeur à l'université depuis 1907. Dörte Helm y fréquenta jusqu'en 1913 le lycée pour jeunes filles, puis pendant deux ans l'école des arts appliqués. De 1915 à 1918, elle suivit pendant trois ans les cours de l'école des beaux-arts de Cassel, notamment le cours de sculpture de Carl Hans Bernewitz (de), et en tant qu'élève du peintre Ernst Odefey (de), elle donnait des cours de dessin dans un pensionnat pour jeunes filles.
Dörte Helm poursuivit ses études en 1918-1919 à l'Académie des Beaux-Arts de Weimar dans la classe de graphisme de Walther Klem (de). En 1919, après que l'académie des Beaux-Arts de Weimar fut transformée en Staatliches Bauhaus, elle continua en tant qu'apprentie dans les ateliers de peinture murale et de textile. Ses professeurs étaient Johannes Itten, Lyonel Feininger, Oskar Schlemmer, Georg Muche et le fondateur du Bauhaus, Walter Gropius. Elle fut l'une des seules femmes à avoir parcouru tous les niveaux d'éducation aux premiers temps du Bauhaus.
Elle s'enthousiasme pour l'utopie sociale et la nouvelle société appelée par Gropius. Elle prend des positions enflammées, publie dans le journal des étudiants du Bauhaus « Der Austausch » (l'Echange, qui n'est diffusé qu'en quelques d'exemplaires de mai à juillet 1919) des articles sur l'égalité de traitement pour les femmes dans les métiers artistiques et au Bauhaus et s'engage avec d'autres étudiants en l'honneur des victimes du putsch de 1920 mené par Kapp, notamment en réalisant, dans les locaux de l'école, des panneaux politiques pour l'enterrement des victimes au cimetière de Weimar.
A la fin de sa période d'essai, elle refusa de se laisser pousser vers le tissage où les femmes étaient envoyées systématiquement et se bat pour obtenir une place en peinture murale où elles étaient indésirables.
Cependant elle réussit à participer à des projets architecturaux et, en 1921, elle participa en tant qu'étudiante au projet de la maison Sommerfeld de Gropius pour lequel elle fabriqua un grand rideau en appliqué qui camouflait une ouverture dans le mur. Ce rideau faisait écho aux motifs géométriques gravés par Joost Schmidt dans les boiseries intérieures de la maison.
Elle y travaillait comme consultante en design d'intérieur. En 1922, elle réussit l'examen de compagnon en tant que peintre décoratrice à la chambre des métiers de Weimar. En 1922-1923, elle travailla dans l'atelier de tissage de l'école et en 1923 elle participa à la commission d'exposition pour l'exposition Bauhaus. Elle y fut représentée par une tenture murale et un paravent.
Elle demeura compagnon à l'école Bauhaus jusqu'en 1924 puis elle retourna à Rostock. Elle devint membre de l'Association des artistes de Rostock et de l'Union économique des artistes plasticiens. Elle fit ensuite des séjours prolongés à Ahrenshoop, où elle fit la connaissance de l'éditeur Peter E. Erichson,. Des voyages les conduisent en Autriche et en Suisse pendant l'année 1928. De 1925 à 1931, elle participa régulièrement aux expositions de l'Association des artistes de Rostock sachant que sa première exposition eut lieu à Rostock en 1920. En 1927, Friedrich Schult, ami de Barlach, organisa une exposition au musée Güstrow. En 1927-1928, l'architecte Walter Butzek lui confia la décoration intérieure de la maison de cure de Warnemünde mais les peintures murales qu'elle y réalisa furent détruites après 1933.
Elle écrit le conte « König Drosselbart »  (le roi Drosselbart) en 1931, joué au théâtre de Rostock avec sa propre scénographie.
Cependant elle a du mal à percer et sa production artistique diminue.
En 1930, elle épousa le journaliste Heinrich Heise (1899-1944) et s'installa à Hambourg-Fuhlsbüttel en 1932 car son mari travailla à partir de 1933 en tant que rédacteur en chef du magazine de Hambourg Funkwacht. À partir de 1933, en tant que demi-juive, elle fut interdite d'exercer par la loi de la Chambre de la culture du Reich. Elle ne pouvait plus alors s'exprimer que comme écrivaine en partie sous pseudonyme. En février 1941, elle succomba à une maladie infectieuse. Le journaliste Hugo Sieker tint l'oraison funèbre et publia le texte comme nécrologie dans la Hamburg Gazette du 1-2. mars 1941.

## Dans la culture populaire
Cent ans après la fondation du Bauhaus, dans la première saison de la série Bauhaus - Un temps nouveau créée en 2019 sous la direction de Lars Kraume, le rôle de Dörte Helm est interprétée par Anna Maria Mühe. Cette série relate entre autres la relation intime qu'auraient eue Walter Gropius et Dörte Helm à Weimar. Sa fille, Cornelia Heise, précise dans une interview que cette relation n'a pas été prouvée.

## Galerie

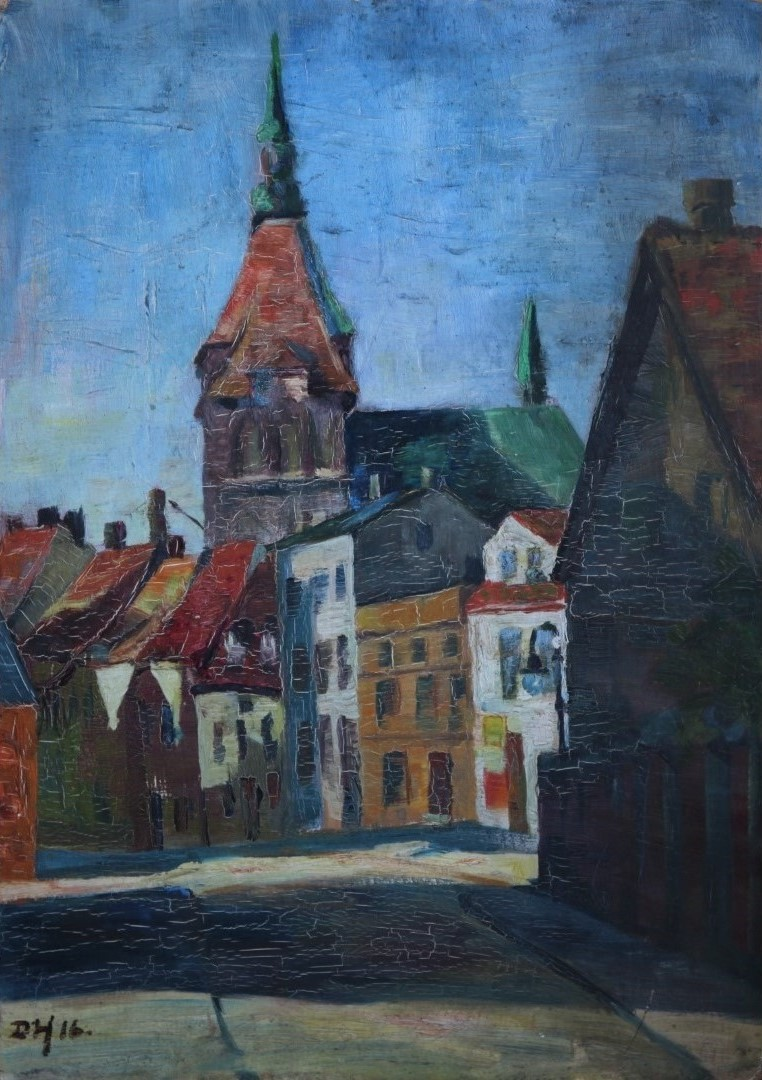
Vue de l'église Sainte-Marie de Rostock (1916).
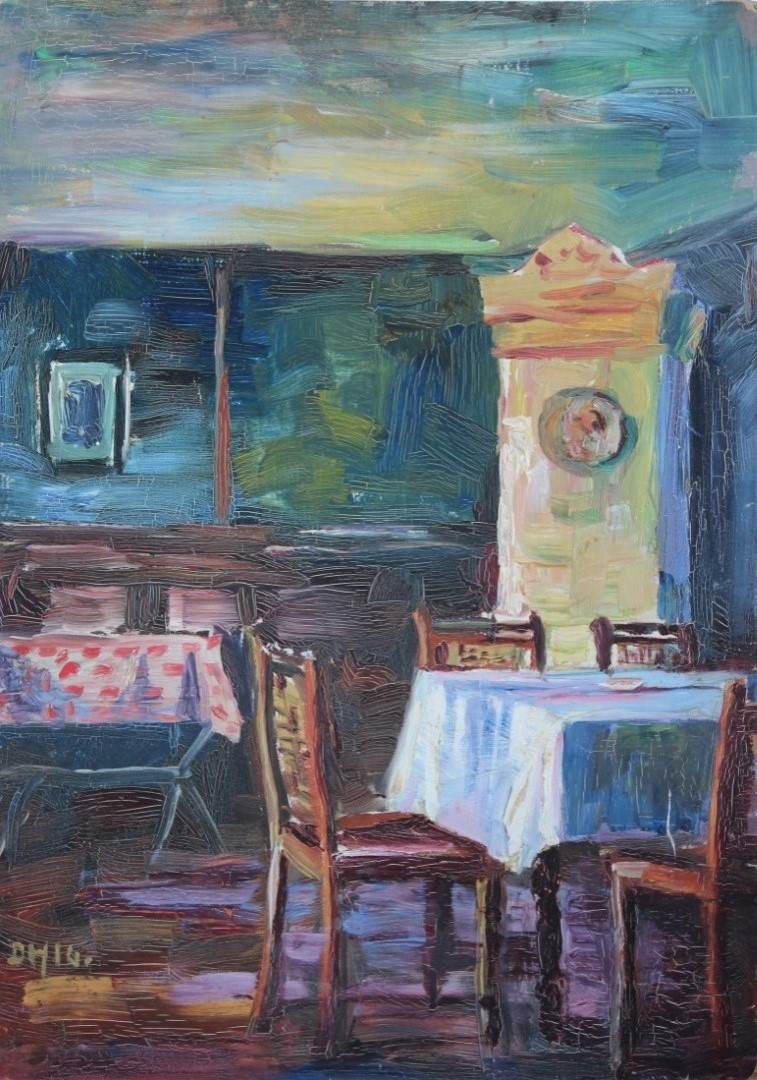
Intérieur (1916).
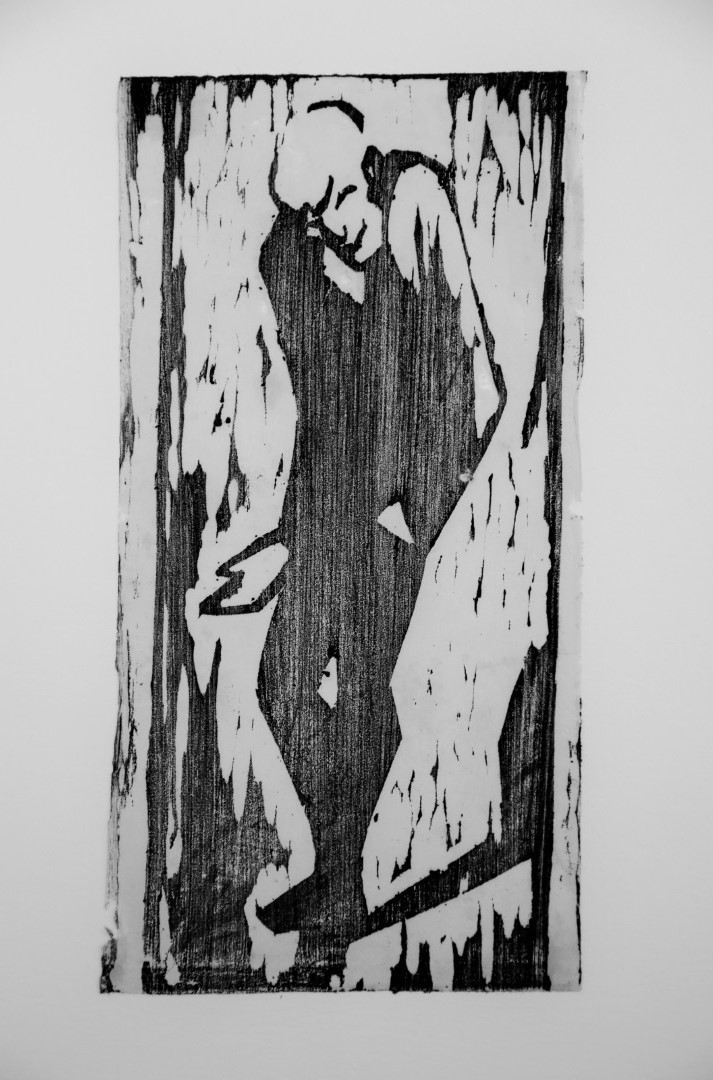
Homme debout (1919).
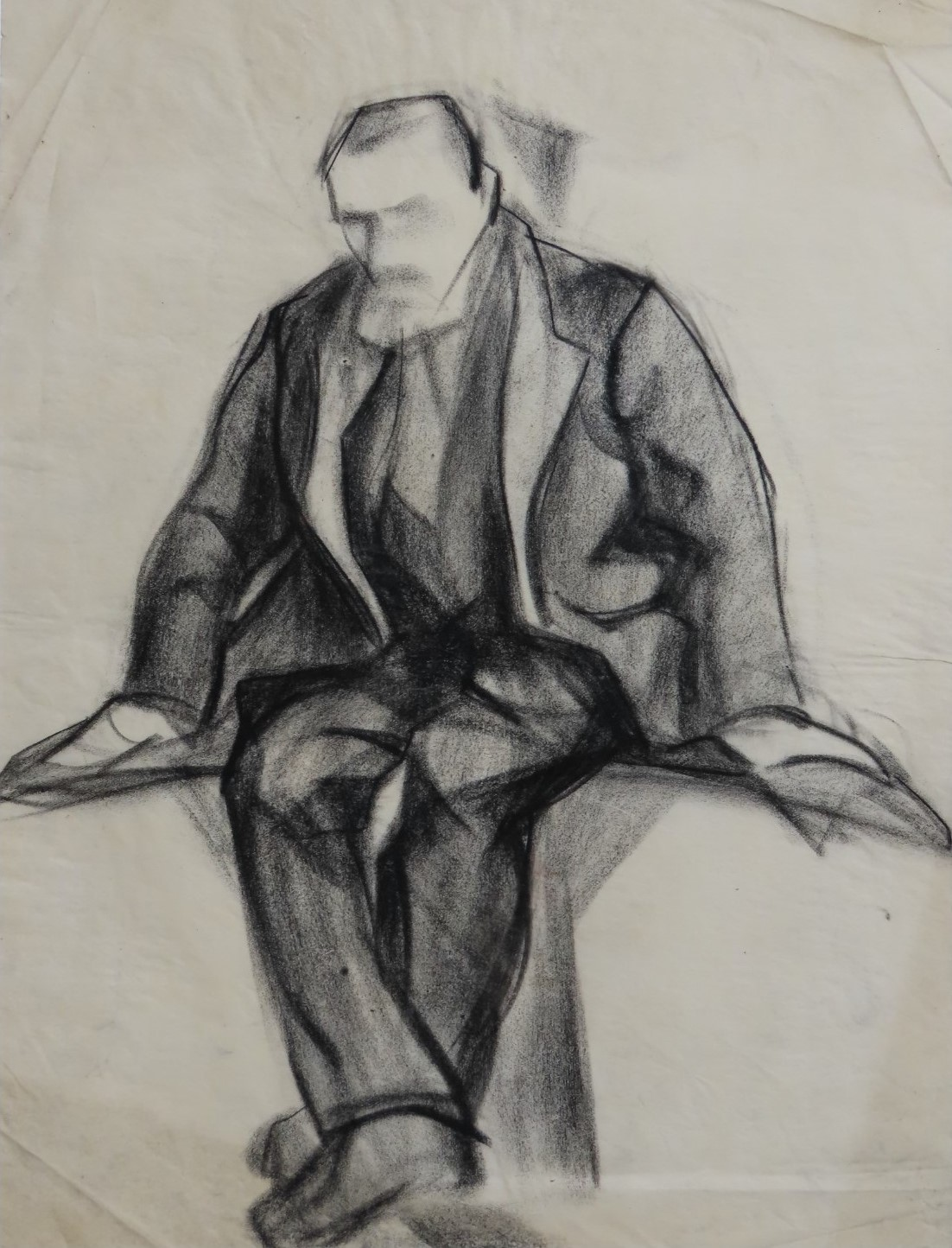
Homme assis (1919).
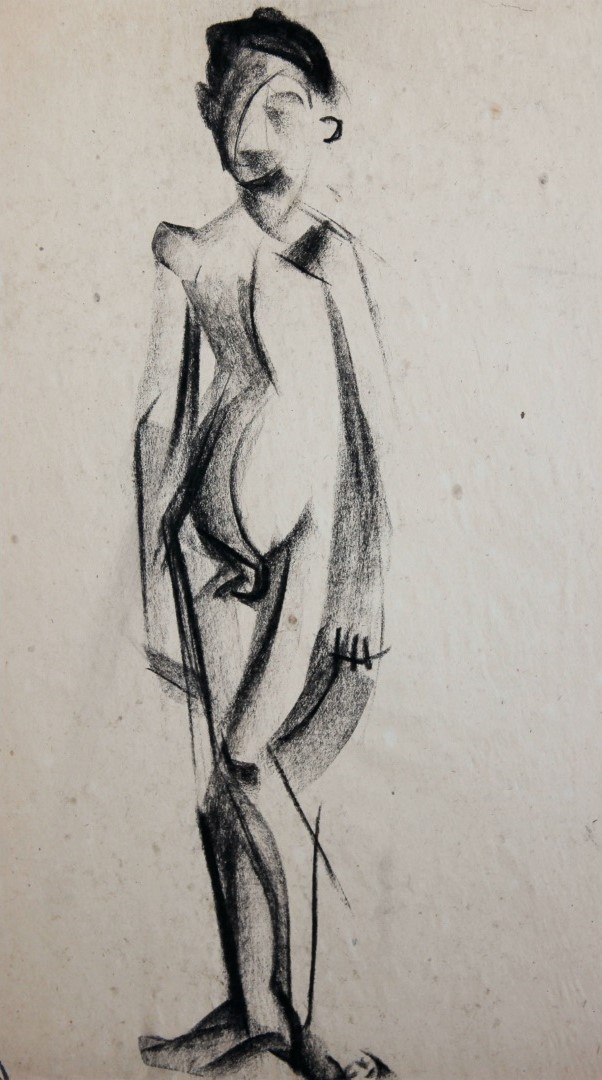
Nu masculin (1919).
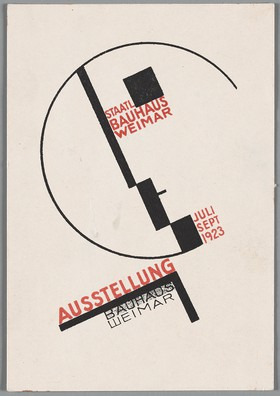
Exposition Bauhaus, carte postale 14 (1923).
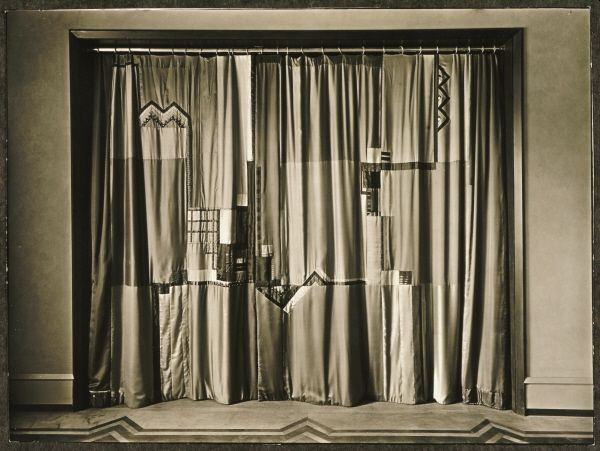
Rideau créé pour la maison Sommerfeld (1921).

## Œuvres (sélection)
L'œuvre de Dörte Helm est extrêmement variée. Elle comprend des dessins, des gravures sur bois, des peintures, des tapisseries, des boiseries et des textes écrits.
Ses œuvres révèlent un esprit libre, rêveur, inquiet. Elle manie les couleurs et l'abstraction avec talent, faisant parfois des essais dans le constructivisme. Plus tard, elle reviendra au style de la « Nouvelle objectivité » des années 1920. On perçoit des thèmes existentiels comme la quête d'identité , l'attachement aux origines, le questionnement et la menace. Ses autoportraits la montrent en proie à des doutes existentiels, dans une attente joyeuse ou une mélancolie triste. Sa carrière était prometteuse et son talent certain, cependant elle a eu peu de reconnaissance.
- Projet du sceau de l'école du Bauhaus (réalisé pour un appel d'offres, récompensé par un 3e prix)[7]
- Carte postale 14 de l'exposition Bauhaus 1923. Musée d'art moderne de New York[8] et musées d'art de Harvard[9]
- Vitrail de la maison d'été de Peter E. Erichson à Ahrenshoop, Schifferberg 10 (construit en 1897 par Friedrich Wachenhusen ) 1926-1927
- Portrait G.D. devant un paysage nordique (Bildnis G. D. vor nördlicher Landschaft). Musée d'art d'Ahrenshoop[10]
- Fermes au bord de l'eau (Bauernhäuser am Wasser). 1925, Musée d'art d'Ahrenshoop[11]
- Portrait L.R. (Line Ristow) (Bildnis L. R. (Line Ristow)). 1927, Pastel (Line Ristow était la compagne de Peter E. Erichson)
- Autoportrait (Selbstbildnis). 1931
- Jonquilles jaunes (Gelbe Narzissen).
- Filets de pêche (Fischernetze).
- De Poppenspäler ut Kiel.
- La salle volante (Das fliegende Zimmer).
- La salle glissante (Das abrutschende Zimmer).
- Dans le royaume des contes de fées (Im Märchenreich). (1921, livre pour enfants avec des vers de son père)
- Le Roi Drosselbart (König Drosselbart). Conte de fée. (Listé au théâtre municipal de Rostock en 1931, avec sa propre scénographie)